# Jerzy Wiktor Madeyski
Jerzy Wiktor Madeyski, uváděn též jako Georg rytíř von Madeyski-Poray (1872 – 24. ledna 1939 Krakov), byl rakousko-uherský, respektive předlitavský politik polského původu z Haliče. Pocházel z polského šlechtického rodu. Za první světové války vedl rakouskou správu na území okupovaného Polska (polská část Ruské říše). Za vlády Maxe Hussarka se stal ministrem kultu a vyučování. Funkci zastával od 25. července 1918 do 25. října 1918. Později působil jako polský velvyslanec v Berlíně.